# 森田療法
森田療法（もりたりょうほう）とは、1919年（大正8年）に森田正馬により創始された精神疾患に対する心理療法(精神療法)。森田療法創始当時の疾患名としては主に神経衰弱を治療対象としていたもので、現代においては、不安障害、強迫性障害などのいわゆる神経症が主な治療対象疾患である。また、近年はPTSD、心身症、うつ病、パニック障害などの疾患に対して適用されることもある。

## 森田療法における病態把握と治療像
森田療法における治療アプローチは、強迫性障害などの神経症について、ヒポコンドリー性基調という性格的特徴が背景にあるとの病態把握が前提となっている。
ヒポコンドリー性基調は、心の中に生じる不安や緊張などの思考・感情などを過度に気にする性格傾向を指す。そのような基調を有する人は、そういった不安や緊張などを「あってはならないもの」として自力で取り除こうとしてしまうが、そのような意識的コントロールの試みで不安や緊張などが取り除かれることは通常なく、むしろ、注意・意識が向いてしまうことで、不安や緊張などがかえって強まり、これをまた意識的にコントールしようとして、更に不安や緊張などが強まっていく、という悪循環（＝精神交互作用）が生じる。
森田正馬は、このような悪循環こそ神経症の本態であると分析した上で、この悪循環を脱する方法として、自身の思考・感情などをコントロールしようとして一喜一憂する姿勢（気分本位）を戒め、そういった思考・感情などは自然に湧くまま（＝あるがまま）で良く、むしろ、自然に湧いてくる思考・感情などはどうあれ、自分がやるべき外的行動を積み重ねることに関心を向ける姿勢（事実本位・目的本位）を重視する。このような意識・姿勢の転換を治療法として体系立てたのが森田療法であり、「外装が整えば 内装自ずから熟す」という言葉は、意識的にコントロールしようとしても何ともできなかった（内的な）不安や緊張などが、外的行動に関心・意識がシフトしていくに伴って、自然と緩和されていく森田療法の治療過程を端的に描写したものである。
森田療法では、このような治療の要点を表すものとして、「あるがまま」という言葉をしばしば用いる。しかし、森田療法における病態把握・アプローチを理解しないまま、「あるがまま」「外装が整えば 内装自ずから熟す」などの言葉やイメージが表面的な形で一人歩きすると、森田療法の誤解や誤ったメッセージにつながりかねないため注意が必要である。また、このような森田療法の病像把握や治療法・治療過程は、自らの内にある負の感情や欲望などをあるがまま受け止めようとする親鸞や道元・禅宗など大乗仏教の思想と親和的であるとも指摘される。
このような森田療法のアプローチは、神経症を「病理」というよりも「自然な感情」（の悪循環）とする見方、更に、不安や「死」の恐怖の裏には「生」の欲望があるという人間像を内包する。また、このような神経症像を数式的に表現するものとして、森田正馬は、病（神経症）=素質（ヒポコンドリー性基調）×機会×病因（精神交互作用）と考えた。
なお、以上のような森田療法における病態把握と治療像を反映するものとして、森田正馬は、神経症を「病的気質」「病ではない」などと表現しており、また、自身の療法を「神経質療法」「神経質の特殊療法」「自覚療法」「自然療法」「体験療法」「体得療法」「訓練療法」「鍛錬療法」などと呼び、更には、「療法」という言葉さえ使わず、「修養」「教育」「訓練」「しつけ」などの言葉を使うことも良くあった。

## 治療方法
森田療法創始当初は入院治療が基本だったが、現代では通院が中心になりつつあり、症状の軽重によって入院・通院が使い分けられている。

### 入院
- 第一期 - 絶対臥褥（がじょく）期：約1週間。患者を個室に隔離し、食事・洗面・排泄など基本的な生活行動以外の活動をさせずにベッドに横たわる。この際に以前から抱き続けてきた不安が強く頭をもたげ、煩悶、葛藤に苦しむが2,3日を経て心身が安静の状態に入り、孤独な状態に置かれようと極限状態には立ち至らないことを悟る。5日くらい過ぎたころには、蓄えられたエネルギーと解放された不安状態と抑えられていた「生の欲望」が一体となり、日常生活に早く復したいという心境に至る[22]。
- 第二期 - 軽作業期：外界に触れさせ軽作業をさせたりする。臥褥期に起こった「生の欲望」をそのまま日常生活における作業に移し替えようとするもので、エネルギーを全部出しきらずに抑制させながらやや欲求不満の状態にしておくのが特徴。そのため、重い作業はさせず、他人との対話も制限し、庭の観察や簡単な身体運動など静かな生活を行う[22]。この時期から主治医との「個人面談」と「日記指導」も行う[23]。
- 第三期 - 作業期：睡眠時間以外はほとんど何かの活動をしているという生活にする。台所仕事、配膳、拭き掃除などを行う。また、スポーツ、数人が集ってのゲーム、レクリエーション活動などを行う。通常この時期には逃避的欲望と、不安・葛藤があっても積極的に人と接し、生活をよくしたいという向上的欲求と2つの欲望の相克に直面するが、後者の欲望を生かしていけるよう設定することを骨子とする。この時期は1週間以上続き、その間に「生の欲望」を生かして生活することが習慣づけられ、知らぬ間に不安や葛藤が存在しても、以前とは違った健康な日常生活が維持できる態度が形成される[22]。現代では適時休憩をとるように指導するところもある。
- 第四期 - 社会生活準備期：日常生活に戻れるよう社会生活の準備に当てられる。具体的には、病院から学校や会社へ通うなどする[22]。

　上記の課程を40日～3ヶ月程度行う。

### 通院・医療機関外活動
通院治療においては、「個人面談」が中心だが「日記指導」を併用することもある。入院までの準備期間や退院後のアフターケアとして通院治療が行われることもある。
また、森田療法は、その性質上医療機関だけが治療の場ではなく、神経症に悩む者同士が互いの体験などを分かち合ったり、共同で森田療法を学ぶ活動も重視されており、その具体的な場として、自助グループ「NPO法人 生活の発見会」や会員制掲示板「体験フォーラム」などがある。日本国内だけでなく、海外でも中国を中心に活動が展開されている。

### 他の治療法との併用
森田正馬は薬を使わなかったが、現代ではうつ症状の改善などを図るため薬を併用することも多い。また、自律神経失調症や心身のバランス機能を失っている状態においては、心身を健康な状態にまで改善することが必要な場合もあり、認知行動療法や心理療法などとしてのカウンセリングが併用されることもある。

## 治療結果
「全治」に到るまでの期間は数十日から数年と個人差があるが、治療結果としては「全治」や「軽快」の率がかなり高い。ただし、「全治」や「軽快」の定義がさまざまであるほか、薬物療法が併用されている場合があることなどには留意が必要である。
ところで、森田正馬は神経症が「全治」した状態に対して「悟り」という言葉を用いており、その体験者として釈迦や白隠の名前を挙げている。さらに鈴木知準は神経症の「全治」と禅の「悟り」は同じ心理状態と考えており、宇佐玄雄は近い状態と考えていた。また宇佐晋一のように、神経症の「全治」は不安がありながらも働いているその瞬間、瞬間にあり、あるがままを「悟り」と考える人もいる。
このように森田療法における治療と仏教における救済との間の親和性・類似性はたびたび指摘されているが、一方で、両者を完全に同一視するかのような見方には警鐘も鳴らされている。森田正馬自身が神経症の「全治」と禅の「悟り」は全く違うとも述べ、北西憲二もこれと同旨の意見を述べるほか、大原健士郎は、神経症の「全治」と仏教の「悟り」は似て非なるものであり、治療者は森田療法を体験すると「悟り」を得られるなどという、おごった気持ちになるべきでないと戒めている。

## 「あるがまま」概念の留意点
森田療法では、治療の要点を表す言葉として「あるがまま」という表現がしばしば用いられる。森田療法の創始者である森田正馬自身、「治療の主眼については、言語ではいろいろと言い表し方もあるけれども、詮じつめれば『あるがままでよい、あるがままよりほかに仕方がない、あるがままでなければならない』とかいうことになる。」「ことさらに、そのままになろうとか、心頭滅却しようとかすれば、それはすでにそのままでもなく、心頭滅却でもない。」「当然とも、不当然とも、また思い捨てるとも、捨てぬとも、何とも思わないからである。そのままである。あるがままである。」などと述べるのがその例である。
一方で、このような「あるがまま」は一般的な意味とはやや異なっているため、森田療法における病態把握・アプローチを全体的に理解しないまま、「あるがまま」の言葉やイメージが表面的な形で一人歩きすると、森田療法の誤解や誤ったメッセージにつながりかねないため注意が必要である。森田正馬自身も、「暑さでも対人恐怖でも、皆受け入れるとか任せるとかあるがままとかいったら、その一言で苦しくなる。」「強迫観念の本を読んで、『あるがまま』とか、『なりきる』とかいう事を、なるほどと理解し承認すればよいけれども、一度自分が『あるがまま』になろうとしては、それは『求めんとすれば得られず』で、既に『あるがまま』ではない。」など、患者が「あるがまま」の趣旨を誤解し、「あるがまま」の状態を意識的に作ろうとして、かえって本来の「あるがまま」から遠ざかってしまう例を紹介している。森田療法を専門とする北西憲二も、「あるがまま」という言葉がさまざまに解釈されたことによって、誤解や偏見が生じたことを指摘しているほか、鈴木知準は「あるがまま」という言葉は使わない方が良いとし、立松一徳もとらわれの強い患者に「あるがまま」という言葉を使うのは禁忌とした。
また、森田療法における「あるがまま」という言葉は、「治療過程」において、心に湧いてくる不安や緊張などを意識的に何とかしようとせず、そのまま（＝あるがまま）にしておいて良いという「症状受容」の側面のほか、「治療目標」としての「生の欲望の（あるがままの）発揮」という側面で用いられることもある。「あるがまま」概念が、森田療法の中でも多義性を有することも、「あるがまま」という言葉が一人歩きのうちに誤解を招く１要因になっている。
岩田真理は、森田正馬が使う言葉の多義性や曖昧さを指摘しており、例として「ものそのものになる」「恐怖突入」「あるがまま」「自然服従」という言葉が同じ意味で使われている場合があるほか、「なすべきをなす」との語について、恐怖で動けない人に対して恐怖の感情はそのままにして実生活に取り組むよう促す言葉ではあるものの、教条的にどんな状況でもやるべきことをやらなければならないという押しつけの意味に誤解されると、患者をかえって混乱させてしまう可能性があるため留意が必要と述べている。また、立松一徳も「目的本位に」「なすべきことをなせ」「恐怖突入」という言葉を治療中に使うことは禁忌で、これらの言葉が患者の治療抵抗を強化したり副作用の原因になる可能性を指摘している。

## 課題と現状
森田療法で治った人の中には、治ったことを自慢する者の存在があるが、このような「くさみ」のある治癒者は、森田療法特有の現象ではないかとの指摘もある。ただし、現在も悩んでいる神経症者に対して自身の治癒体験を率直に披露しながら、互いに学び合うという姿勢でピア・サポーターの役割に徹する人も多く、医師たちとの建設的な連携を図る例も見られる。
患者から医師に対して、回復を実感できていないことなど治療上の課題を率直に伝えにくい場合があったという森田正馬自身の症例紹介もあるが、治療効果・治療評価が正確に得られにくくなるため、治療者と患者との関係性については、他の心理療法同様、注意が必要である。
また、治療効果を得るには患者自身の「治したい」という意思・心構えが求められるほか、「生き方」や「人生観」にも関わってくる治療法であるという側面を敬遠する者も一部にいる。
以前の日本森田療法学会には、時として言語的な説明が森田療法に関する誤解を招く場合があるほか、非言語的な治療体験を重視するあまり、言語的な議論を忌避する考えを持つ者がいるなど、閉鎖的な側面があったとの指摘もあったが、近年では様々な分野の若い専門家の参加によって、学会の雰囲気はかなり変化していると述べられている。